# Doxogenes
Doxogenes is een geslacht van vlinders van de familie Lecithoceridae.

## Soorten
- D. brochias (Meyrick, 1905)
- D. ecliptica (Meyrick, 1908)
- D. phalaritis (Meyrick, 1905)
- D. philodoxa (Meyrick, 1908)
- D. pyrophanes (Meyrick, 1905)
- D. spectralis (Meyrick, 1905)
- D. thoracias (Meyrick, 1908)